# Wouro Dandi II
Wouro Dandi II (ou Wouro Dandi Arabe) est une localité du Cameroun située dans l'arrondissement de Petté, le département du Diamaré et la région de l’Extrême-Nord. Elle fait partie du canton de Fadaré.

## Population
Comme son nom l'indique (Wouro Dandi Arabe), les habitants sont principalement des Arabes Choa.
Lors du recensement de 2005, on y a dénombré 100 personnes.